# Incident d'Aurora

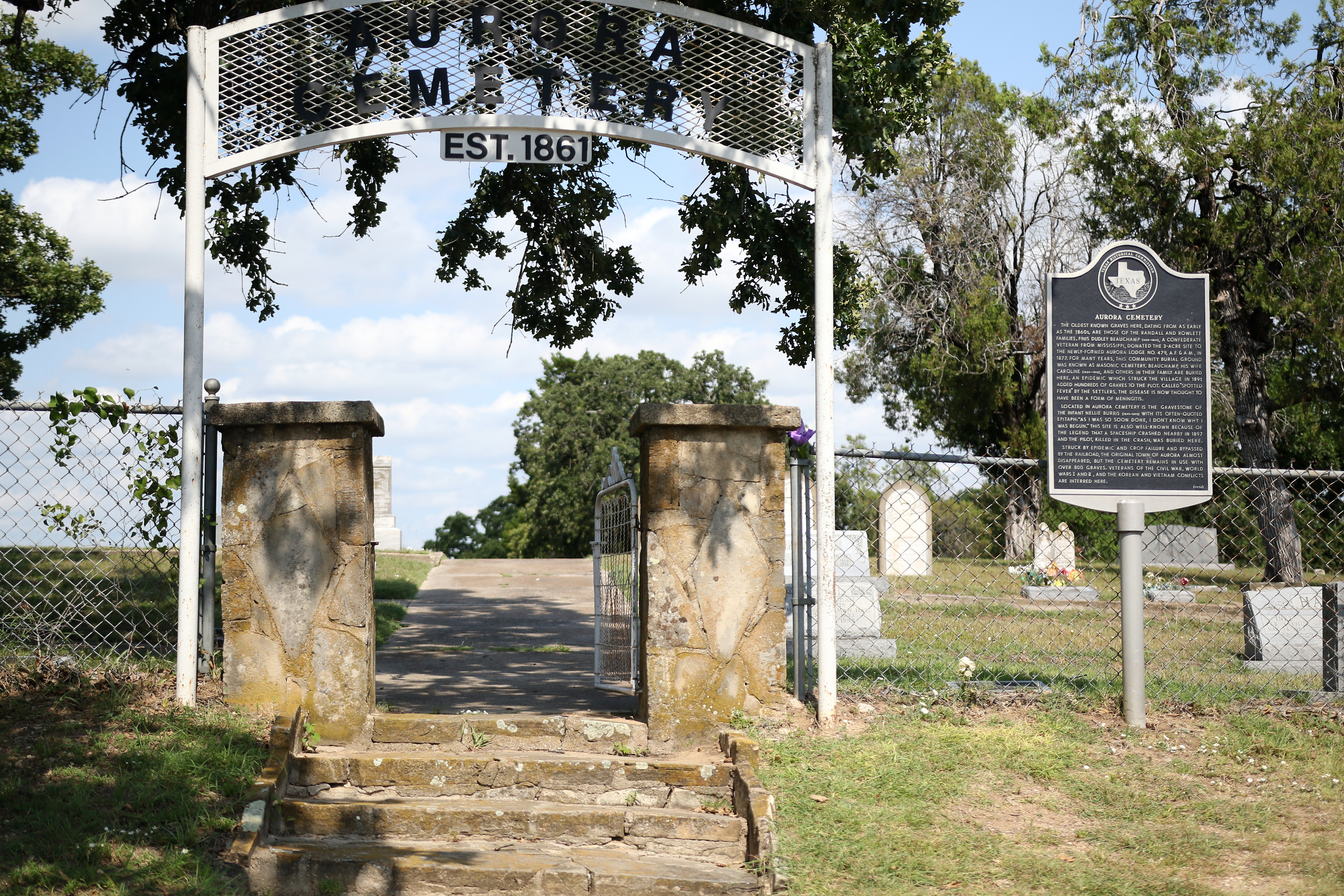
Entrée du cimetière d'Aurora en 2021.

L’incident Aurora se serait produit le 17 avril 1897 à Aurora, au Texas. Cet incident, similaire à celui de Roswell (qui devait se produire 50 ans plus tard), consiste en la prétendue chute d'un  vaisseau extraterrestre et la mort de son pilote, lequel aurait été enterré dans une tombe sans nom du cimetière local. 

## L’incident tel qu’il fut rapporté par les journaux
Durant les années 1896-1897, il y eut des observations multiples d’engins volants inconnus ressemblant à des dirigeables rapportées à travers les États-Unis. L’une d’entre elles est relatée dans l’édition du 19 avril 1897 du Dallas Morning News. Le dirigeable fantôme aurait percuté un moulin à vent sur la propriété du juge J. S. Proctor, le 17 avril, vers 6 heures du matin. Le pilote, qui aurait été un « Martien », selon un officier de Fort Worth, n’aurait pas survécu et aurait été enterré selon les rites chrétiens au cimetière local. Les débris de l’engin auraient été jetés dans un puits des environs du moulin, et d’autres placés dans la tombe.

## La révélation du canular
Barbara Brammer, ancien maire d’Aurora, révéla que le mois précédant le rapport du prétendu incident, la ville avait été frappée par diverses tragédies. La récolte de coton avait été détruite, un feu avait détruit plusieurs bâtiments et tué plusieurs personnes, puis une forme de rougeole était apparue tuant la plupart des citoyens de la ville, qui fut placée sous quarantaine. En 1979, le Time publia les propos d’une personne proche des instigateurs de cette affaire : le récit avait été écrit au départ pour rigoler et pour attirer l’attention sur Aurora (le chemin de fer avait contourné la ville et celle-ci était moribonde), les habitants de l'époque avaient tourné l'affaire en ridicule et la plupart des habitants actuels s'en gaussaient encore.

## Cinéma
- Un film de 1986, The Aurora Encounter (en), est inspiré de cet incident[5].